# FFH-Gebiet Idstedtweger Geestlandschaft
Das FFH-Gebiet Idstedtweger Geestlandschaft ist ein NATURA-2000-Schutzgebiet in Schleswig-Holstein im Kreis Schleswig-Flensburg in der Gemeinde Lürschau. Das FFH-Gebiet liegt sowohl im Naturraum Angeln als auch im Naturraum Schleswiger Vorgeest. Das FFH-Gebiet hat eine Fläche von 98 ha. Die größte Ausdehnung liegt in nordwestlicher Richtung und beträgt 2,4 km. Im Westen bildet die Landesstraße L 317, im Osten die Kreisstraße K 44, im Süden die Kreisstraße K 24 und im Norden der Nordrand des Westermoores die Grenze des FFH-Gebietes. Das Gebiet ist geologisch noch jung. Es wurde durch den Rückzug des Eises am Ende der Weichsel-Kaltzeit vor 11.600 Jahren geformt. Das Schmelzwasser der Gletscher spülte Sand und Kies zu flachen Dünen auf. Dieser wird noch heute als Rohstoff in Kiesgruben gewonnen und in mehreren Betonwerken zwischen Schleswig und Flensburg verarbeitet. Das FFH-Gebiet ist landschaftlich sehr abwechslungsreich und beinhaltet viele unterschiedliche Biotope- und FFH-Lebensraumtypen. Es enthält neben drei Mooren, zwei Seen und mehreren Teichen ein Waldgebiet im Nordosten, sowie Heideflächen und vier Megalithgräber. Im Hochsommer kann man am Moorsee viele Libellenarten beobachten, siehe Bildergalerie.
Für Besucher finden sich an den Gebietszugängen und Grenzen sowie innerhalb keinerlei Hinweise auf das NATURA-2000-Schutzgebiet. Der Zugang zum Gebiet ist auf zwei Wirtschaftswege für Fußgänger und Radfahrer beschränkt. Der südliche ist der Ochsenweg. Er führt von der Straße Arenholzfeld (K 44) in südwestlicher Richtung auf einer Länge von 730 Metern zur Straße Seeberg. Der zweite ist der 1530 m lange Ostermoorweg, Er beginnt ebenfalls an der K 44, jedoch 200 m nördlicher. Er führt zunächst in westlicher Richtung und biegt dann nach Süden ab, um ebenfalls an der Straße Seeberg zu enden. Um das im nördlichen Gebiet gelegene Moor zu besuchen, muss man am Knick des Ostermoorweges dem Wirtschaftsweg nach Westen 170 m folgen. Von dort kann man einem Weg weiter nach Westen folgen, der nach 440 m an einem Betretungsverbotsschild einer extensiv genutzten Wiese endet, oder nach Norden abbiegen, um ebenfalls nach 760 m in einer Sackgasse zu enden. Eine vollständige Umrundung des Moores ist nicht möglich. Naturpfade durchs Moor sind nicht vorhanden. Parkmöglichkeiten bestehen an der K 44 etwa 50 m nördlich des Ostermoorweges auf zwei langen Parkbuchten, die auch eine Bushaltestelle beinhalten und an je einem kleinen Waldparkplatz nördlich und südlich der Parkbucht auf der Ostseite der K 44. Das Großsteingräberfeld darf nicht betreten werden. Die beiden Seen liegen auf Privatgrund und sind in der Vegetationsphase nicht einsehbar.

## FFH-Gebietsgeschichte und Naturschutzumgebung
Der NATURA 2000-Standard-Datenbogen für dieses FFH-Gebiet wurde im Februar 2006 vom Landesamt für Landwirtschaft, Umwelt und ländliche Räume (LLUR) des Landes Schleswig-Holstein erstellt, im September 2004 als Gebiet von gemeinschaftlicher Bedeutung (GGB) vorgeschlagen, im November 2007 von der EU als GGB bestätigt und im Januar 2010 national nach § 32 Absatz 2 bis 4 BNatSchG in Verbindung mit § 23 LNatSchG als besonderes Erhaltungsgebiet (BEG) ausgewiesen. Das Gebiet liegt in einem Schwerpunktbereich des landesweiten Biotopverbundsystems, grenzt im Westen an eine seiner Hauptverbundachsen und im Osten an das FFH-Gebiet Wellspanger-Loiter-Oxbek-System und angrenzende Wälder. Es ist Teil des Landschaftsschutzgebietes „Naherholungsgebiet Idstedt-Gehege“, das im Jahre 1973 eingerichtet wurde. Im Dezember 2017 wurde für das FFH-Gebiet Idstedtweger Geestlandschaft der Managementplan aufgestellt. Die Betreuung dieses FFH-Gebietes nach § 20 LNatSchG wurde im Jahre 2012 durch das LLUR mit dem Förderverein Mittlere Treene e.V. für drei Jahre mit der Möglichkeit einer Verlängerung für weitere 6 Jahre vereinbart. Allerdings ist in der aktuellen Betreuerliste des LLUR vom Dezember 2019 das FFH-Febiet „Wald Rumbrand“ nicht mehr aufgeführt.

## FFH-Erhaltungsgegenstand
Laut Standard-Datenbogen vom Mai 2019 sind folgende FFH-Lebensraumtypen und Arten mit den entsprechenden Beurteilungen zum Erhaltungszustand der Umweltbehörde der Europäischen Union gemeldet worden (Gebräuchliche Kurzbezeichnung (BfN)):
6 FFH-Lebensraumtypen nach Anhang I der EU-Richtlinie: (* = Prioritärer Lebensraumtyp)
- 3150 Natürliche und naturnahe nährstoffreiche Stillgewässer mit Laichkraut oder Froschbiss-Gesellschaften (Gesamtbeurteilung B)[15]
- 4030 Trockene Heiden (Gesamtbeurteilung B)[16]
- 6230* Artenreiche Borstgrasrasen (Gesamtbeurteilung C)[17]
- 7140 Übergangs- und Schwingrasenmoore (Gesamtbeurteilung C)[18]
- 9130 Waldmeister-Buchenwälder (Gesamtbeurteilung C)[19]
- 91D0* Moorwälder (ohne Gesamtbeurteilung)[20]

Eine Art nach Anhang II der Richtlinie 92/43/EWG:
- 1042 Große Moosjungfer (Gesamtbeurteilung C)[22]

## FFH-Erhaltungsziele
Von den FFH-Erhaltungsgegenständen wurden folgende als Erhaltungsziel von gemeinschaftlichem Interesse erklärt:
- 3150 Natürliche und naturnahe nährstoffreiche Stillgewässer mit Laichkraut Froschbiss-Gesellschaften
- 4030 Trockene Heiden
- 6230* Artenreiche Borstgrasrasen
- 7140 Übergangs- und Schwingrasenmoore
- 9130 Waldmeister-Buchenwälder
- 1042 Große Moosjungfer

## FFH-Analyse und Bewertung
Im Managementplan für das Gebiet nimmt die Analyse und Bewertung des Istzustandes breiten Raum ein. Als Schwerpunkte der Gefährdung werden die Intensivierung der Landwirtschaft durch Energiemaisanbau auf den landwirtschaftlich genutzten Flächen innerhalb und außerhalb des FFH-Gebietes, die Absenkung der Grundwasserstände durch Entwässerungsmaßnahmen und die Ausbreitung der Spätblühenden Traubenkirsche als invasive Art. Von der Verschlechterung der Umweltbedingungen sind insbesondere die Randbereiche der Moore im FFH-Gebiet betroffen.

## FFH-Maßnahmenkatalog
Im Managementplan ist der Maßnahmenkatalog das wichtigste Instrument zur Erhaltung und Entwicklung der FFH-Erhaltungsziele. Es sind insgesamt 44 Einzelmaßnahmen aufgeführt und die wichtigsten in einer Karte festgehalten. Zuständig für die Umsetzung der Maßnahmen ist der Kreis Schleswig-Flensburg als untere Naturschutzbehörde. Erschwerend ist dabei die Eigentümerstruktur im FFH-Gebiet. Der überwiegende Teil ist im Privatbesitz.

## FFH-Erfolgskontrolle und Monitoring der Maßnahmen
Das Monitoring erfolgt in Schleswig-Holstein alle 6 Jahre. Da der Managementplan im Jahre 2017 aufgestellt wurde, wäre das nächste Monitoring im Jahre 2023 fällig.

## Bildergalerie

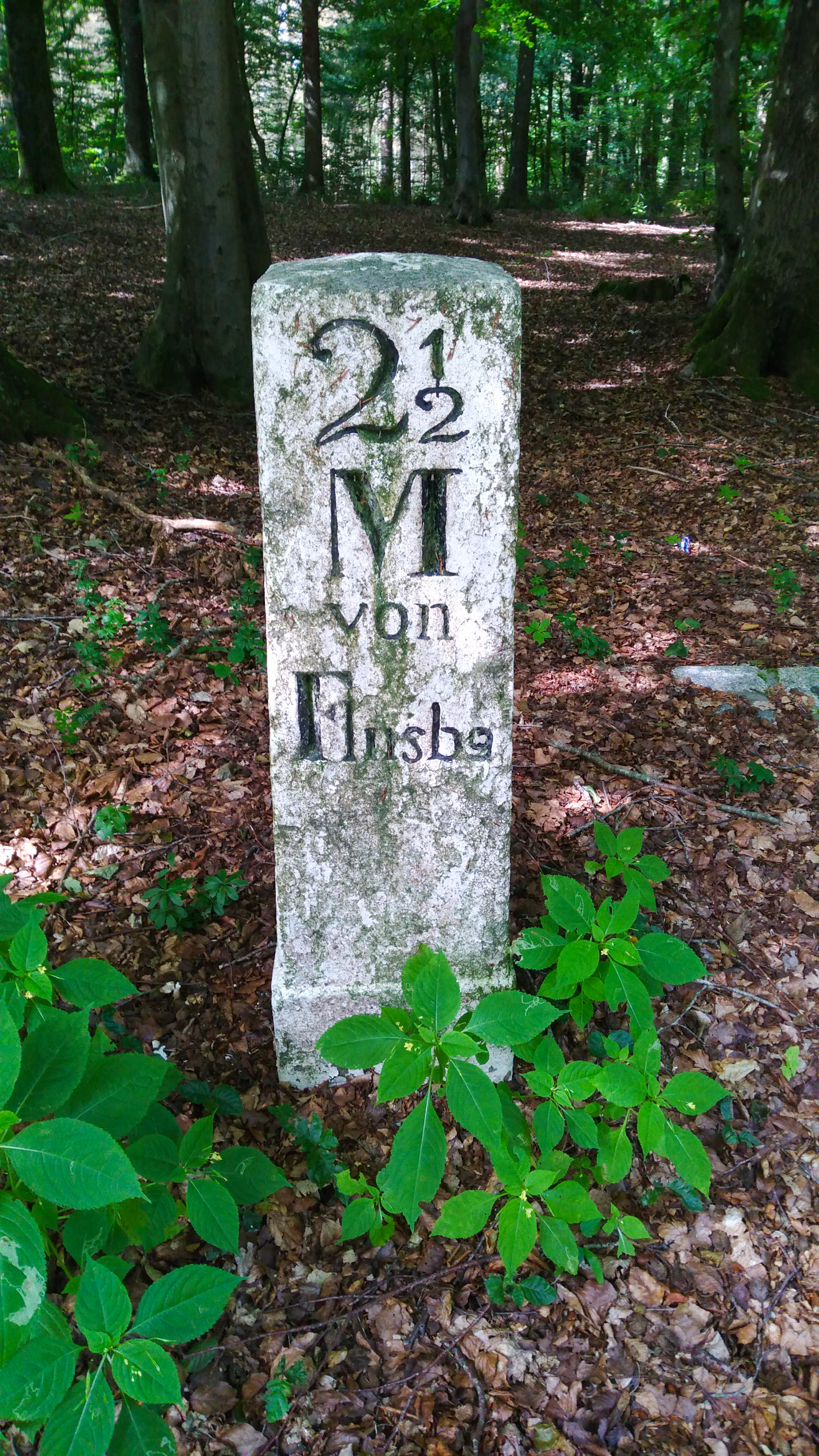
Meilenstein an der K44 zwischen Schleswig und Idstedt
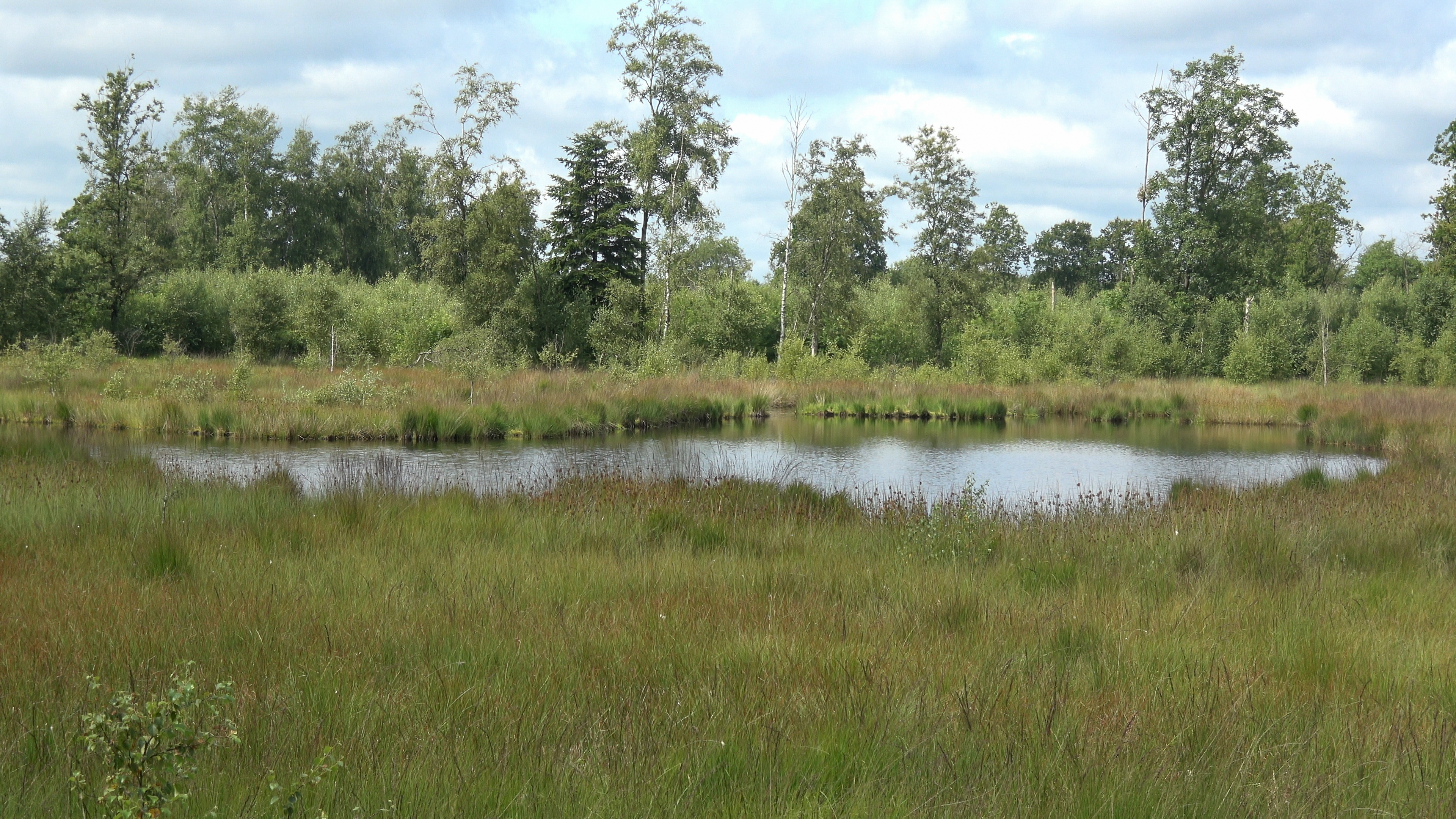
Moorsee im Nordosten des FFH-Gebietes Idstedtweger Geestlandschaft
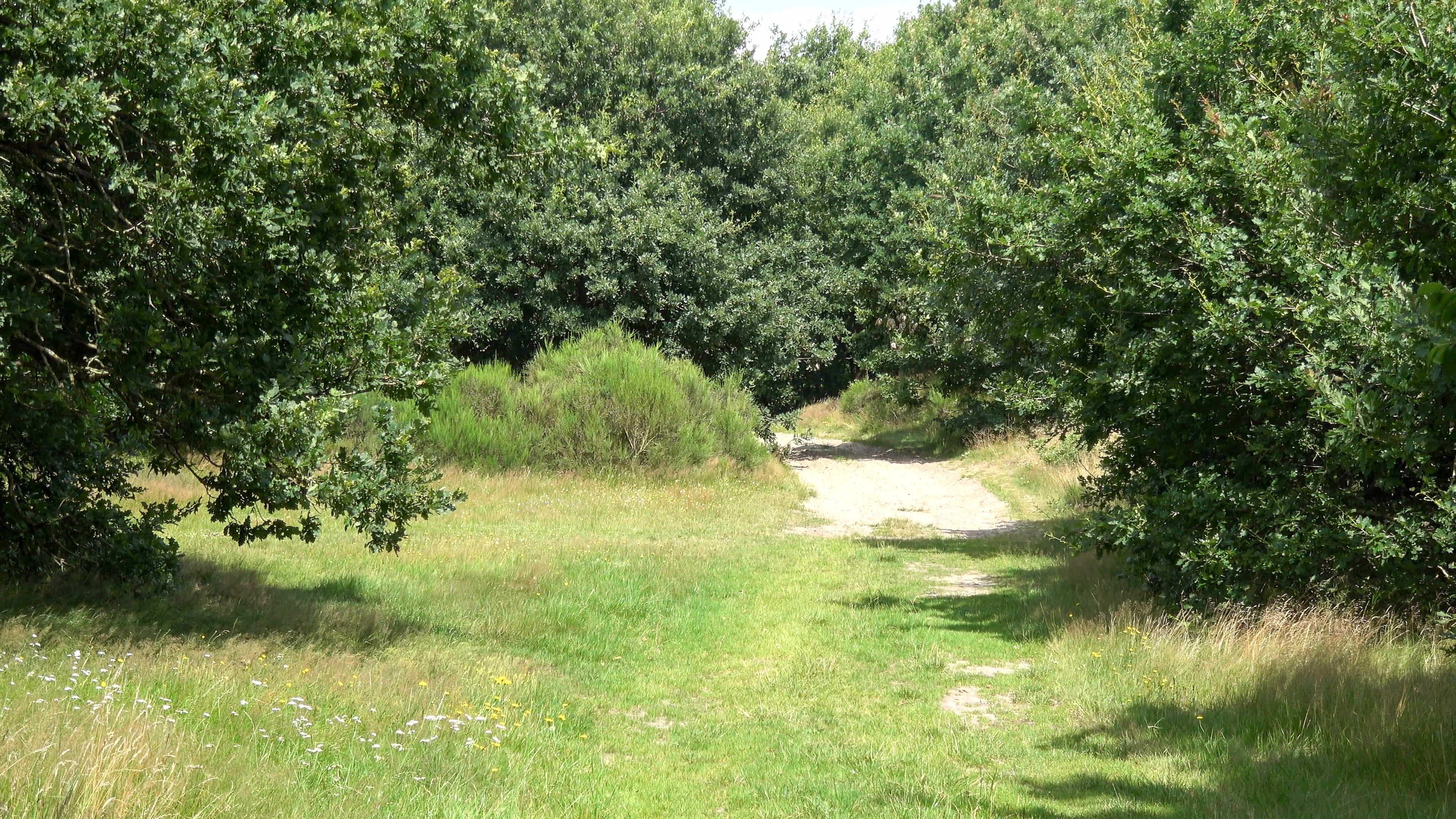
Historischer Ochsenweg im FFH-Gebiet Idstedtweger Geestlandschaft
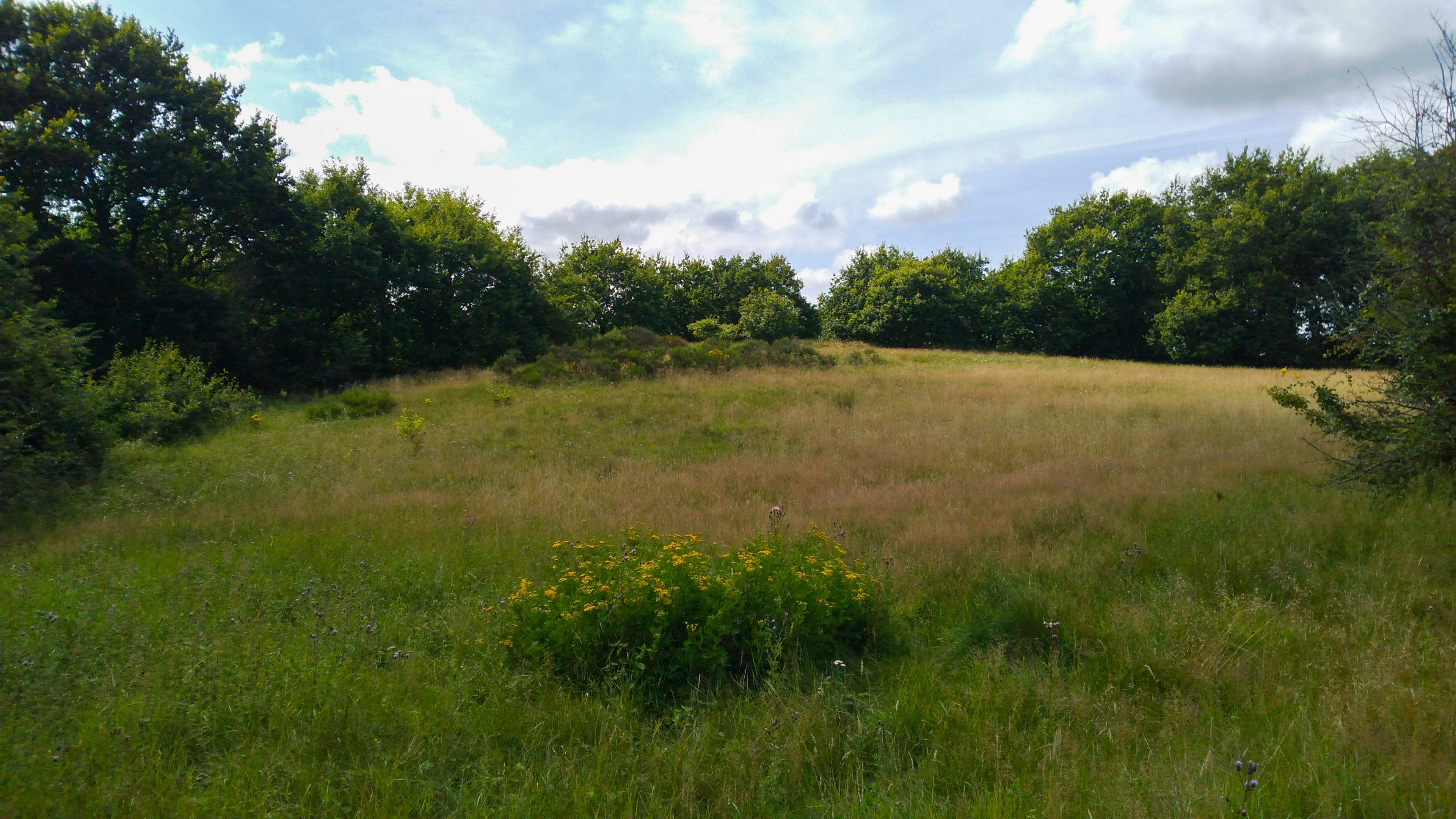
Mager- und Trockengraswiese im FFH-Gebiet Idstedtweger Geestlandschaft
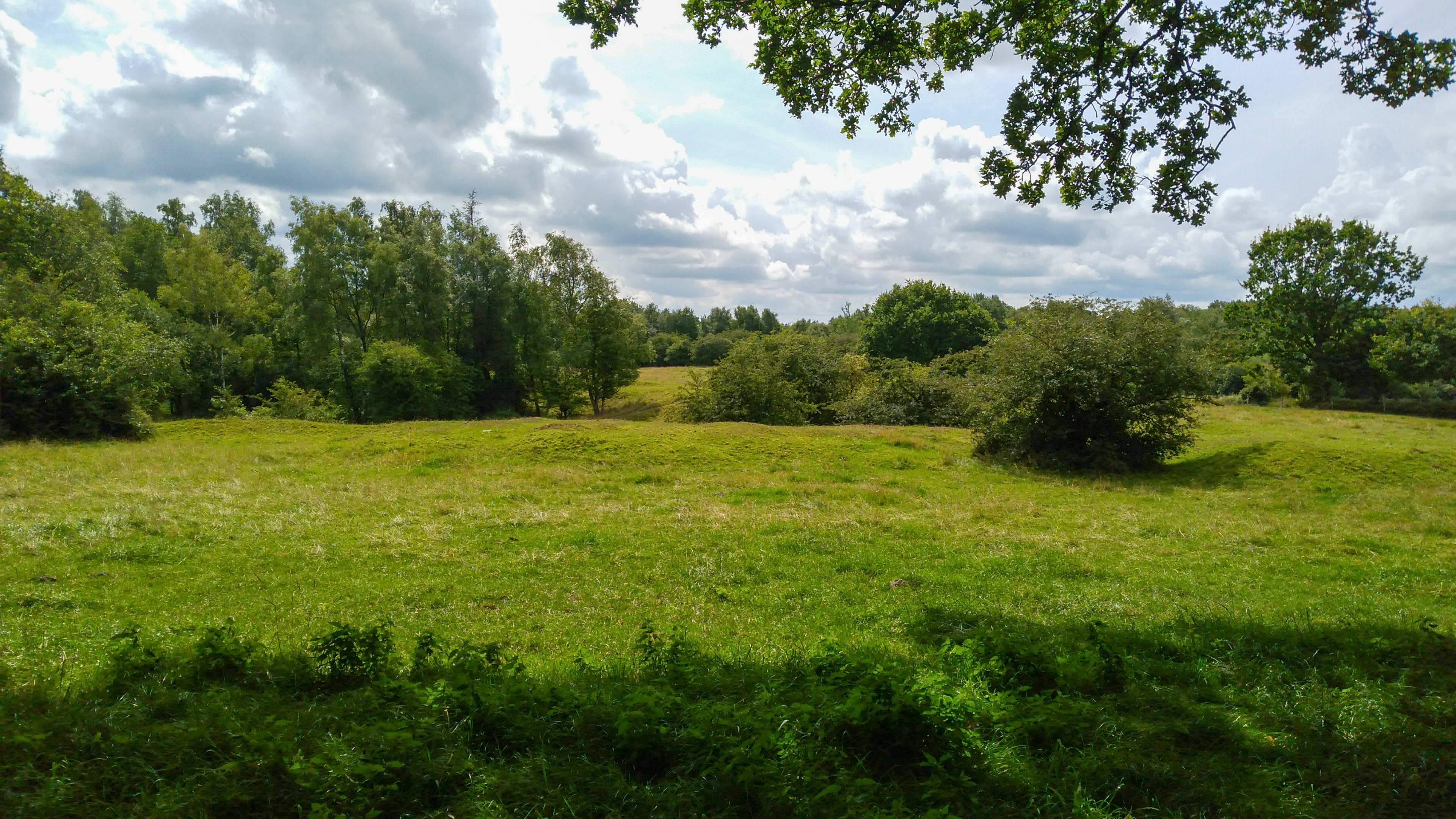
Großsteingräberfeld im FFH-Gebiet Idstedtweger Geestlandschaft
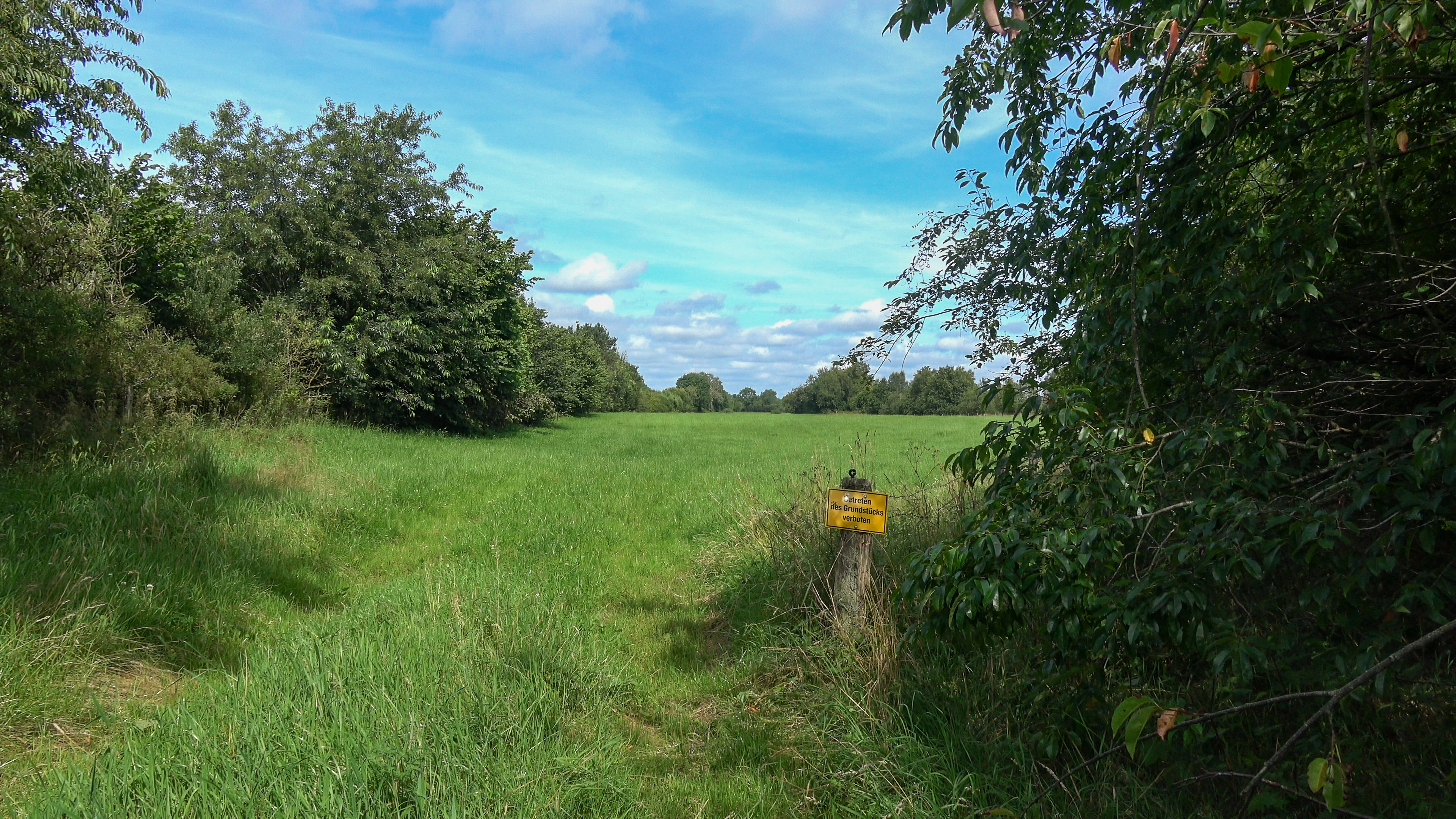
Ende des westlichen Wirtschaftsweges am Moor des FFH-Gebietes
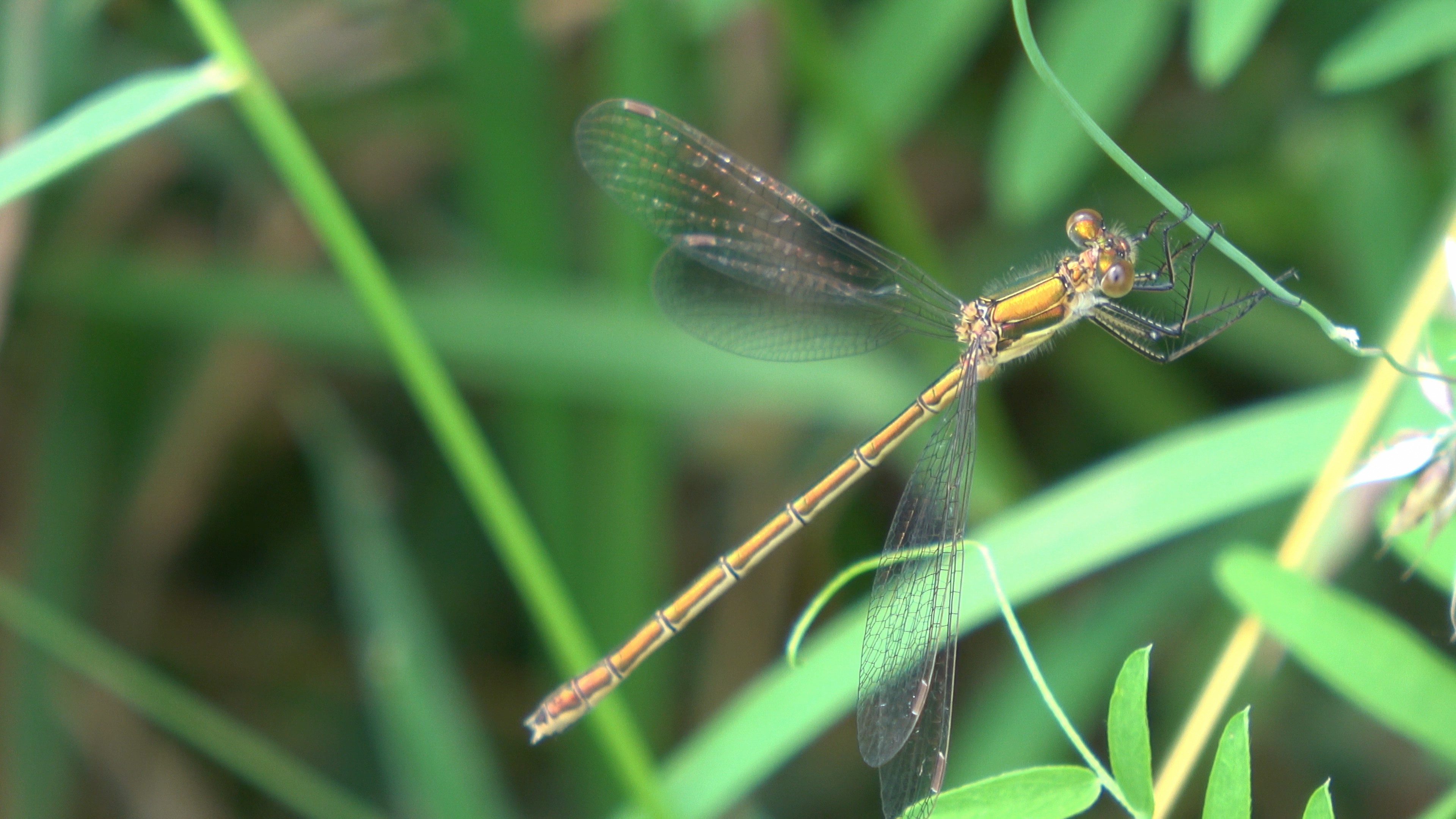
Libelle am Moorsee des FFH-Gebietes Idstedtweger Geestlandschaft
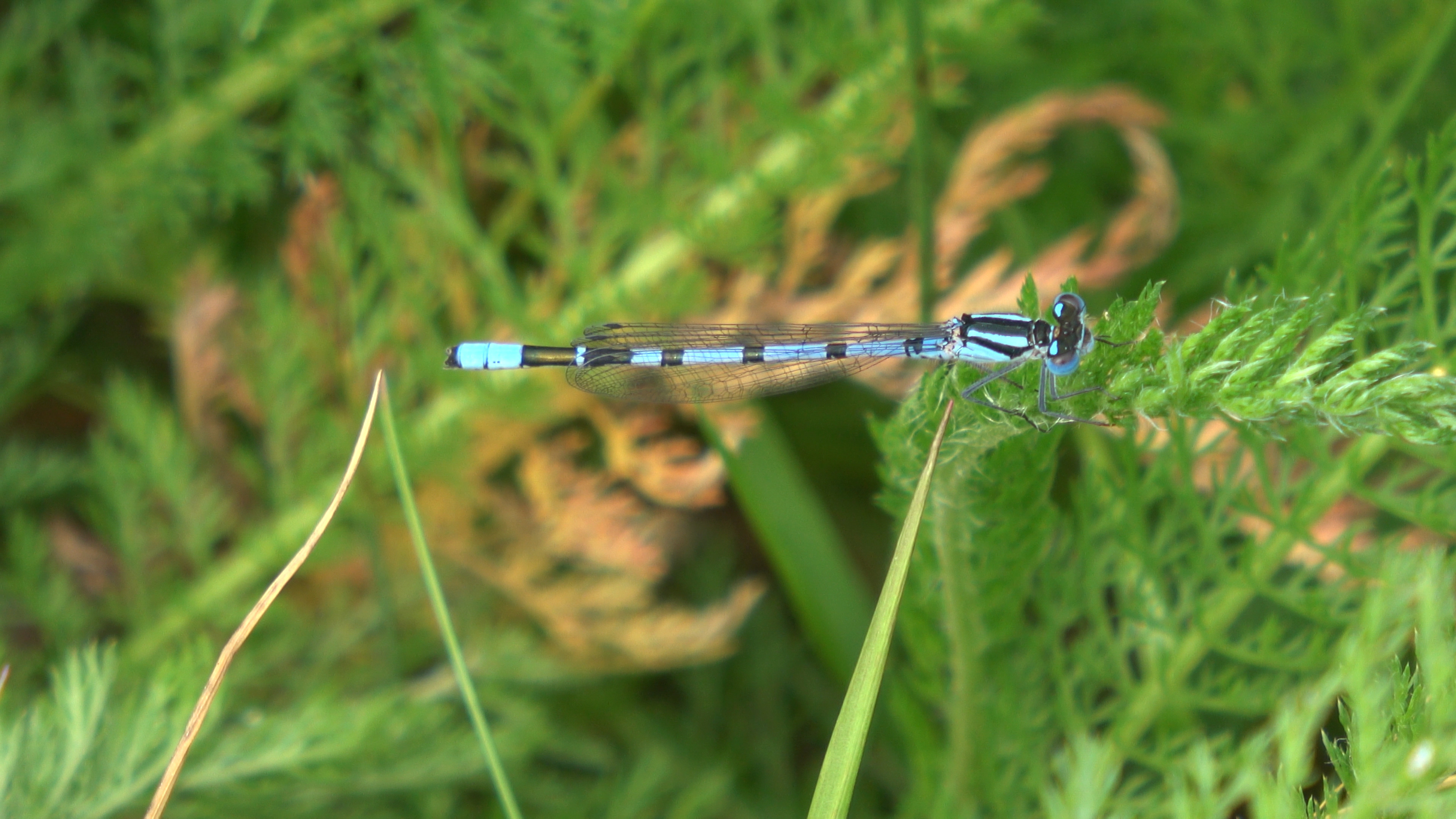
Gemeine Becherjungfer am Moor im FFH-Gebiet Idstedtweger Geestlandschaft